# Große Domsfreiheit
Die Große Domsfreiheit befindet sich in der Osnabrücker Altstadt im Stadtteil Innenstadt. Der hauptsächlich als Parkfläche genutzte Platz wird von zahlreichen Gebäuden des Bistumssitzes gesäumt.

## Lage
Die Große Domsfreiheit befindet sich im Zentrum der Osnabrücker Altstadt, die wiederum ein Teil des Stadtteils Innenstadt ist. Der Platz grenzt nördlich an den Dom an und liegt östlich der Hasestraße. Hinter den Gebäuden im Osten des Platzes verläuft der Fluss Hase.

## Bebauung
Der rechteckige Platz wird von mehreren Gebäuden des Bischofssitzes gesäumt. So befinden sich im Süden der Dom und, durch den Hexengang von diesem getrennt, die Kleine Kirche. Des Weiteren befinden sich im Osten das Gymnasium Carolinum und das Priesterseminar für die Diözese Osnabrück. An der Nordseite des Platzes befindet sich das Bischöfliche Palais des Bischofs von Osnabrück. Im Westen rahmen sich die Bischöfliche Kanzlei und Fachwerkgebäude an den Platz.
Im Zentrum des Platzes befindet sich das 1836 vom Bildhauer Friedrich Drake geschaffene Justus-Möser-Denkmal.

## Geschichte
Der Platz lag im 9. Jahrhundert, vor der Entstehung der eigentlichen Stadt, innerhalb der befestigten Domburg. Dieser Bereich war unmittelbar dem Bistum unterstellt, was gewisse Rechte und Freiheiten für die dort agierenden Menschen mit sich brachte. Deshalb wurden Bereiche um einen Bischofssitz als Domfreiheit oder Domsfreiheit bezeichnet, was sich bis heute als Name des Platzes erhalten hat. Nachdem der Bischofssitz um das Jahr 900 das Marktrecht erhalten hatte, fand auf dem Platz der erste Osnabrücker Markt statt, was ihn zu einer Entwicklungszelle der Stadt machte. Später wurde der Markt außerhalb der Domburg auf dem zu diesem Zweck errichteten Marktplatz abgehalten, heute findet der Altstädter Wochenmarkt wieder auf der Großen Domsfreiheit statt.
An der südöstlichen Ecke des Platzes, vor der Kleinen Kirche, befand sich bis zum 13. Jahrhundert die Bischofspfalz, welche später auf den Martinihof in die Neustadt verlegt wurde. Der Platz erhielt sein heutiges Bild, als im 18. und 19. Jahrhundert die ursprüngliche kleinteilige Bebauung der heutigen gewichen ist. Um 1787 wurden die Baumreihen angelegt und der Platz gepflastert.

## Verkehr
Die Große Domsfreiheit wird vor allem als Parkplatz genutzt. Samstags ist sie jedoch für PKW gesperrt, da dann dort der Wochenmarkt stattfindet. Um den Platz herum verläuft eine Straße zur Erschließung der anliegenden Gebäude.

## Galerie

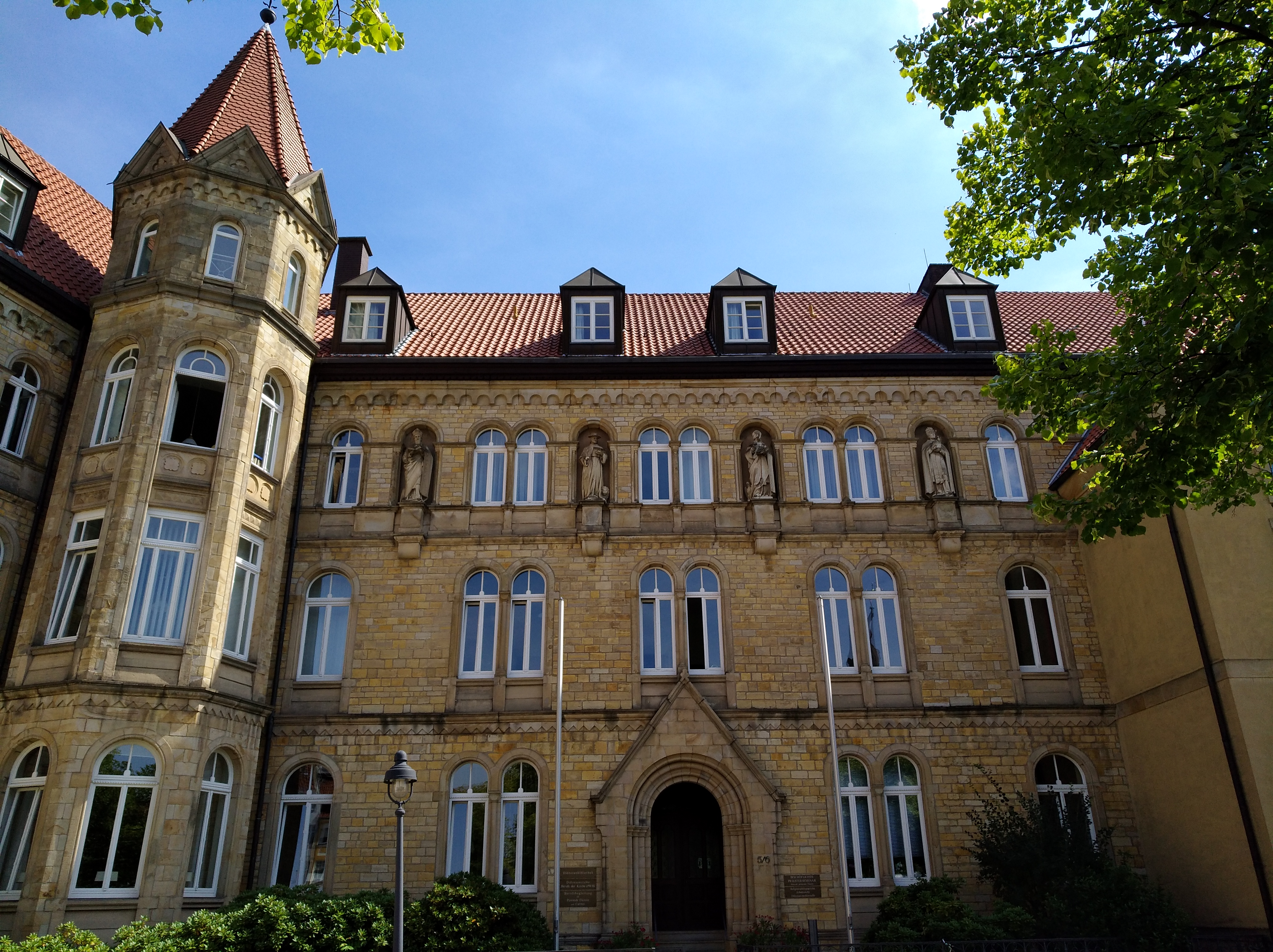
Priesterseminar
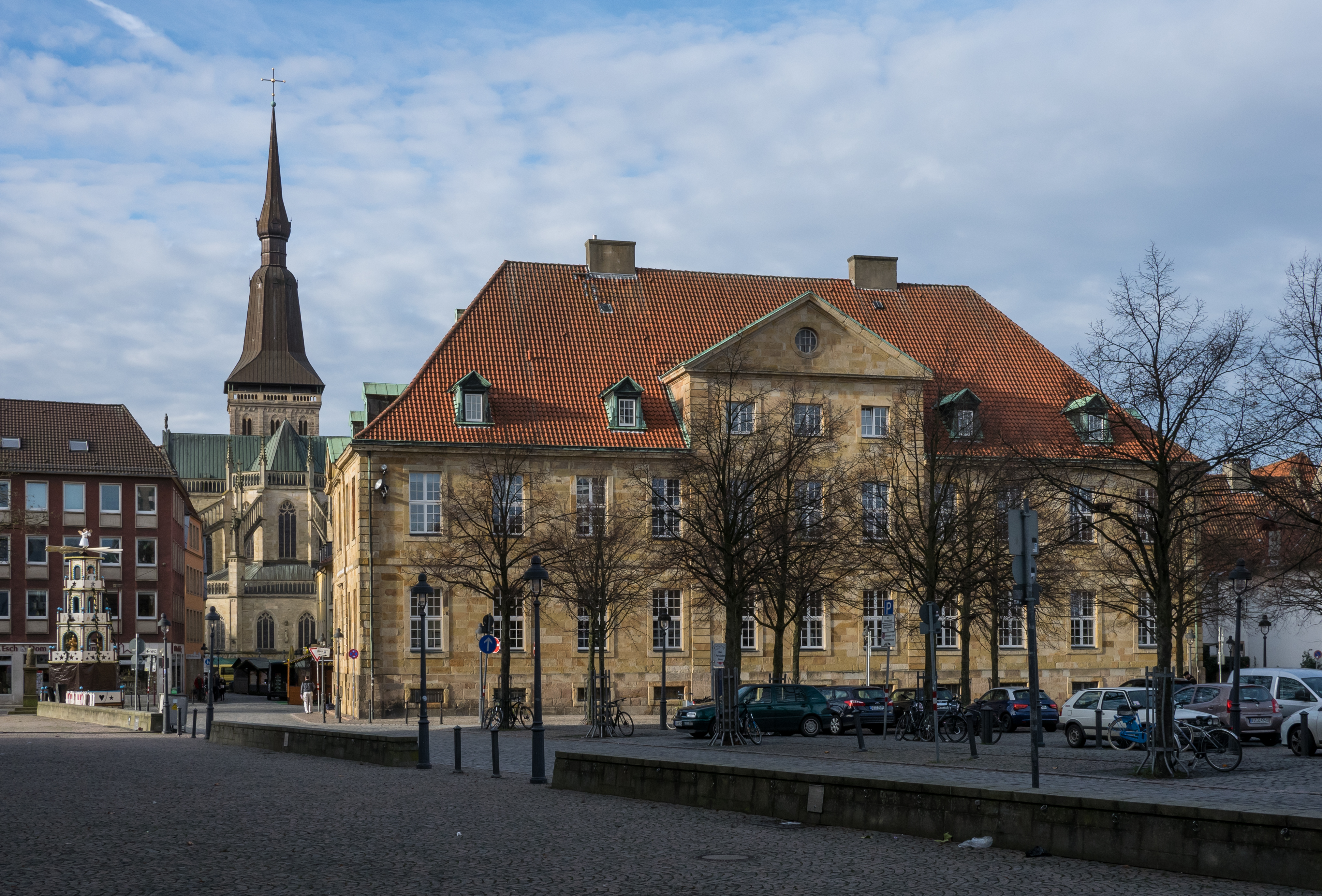
Bischöfliche Kanzlei
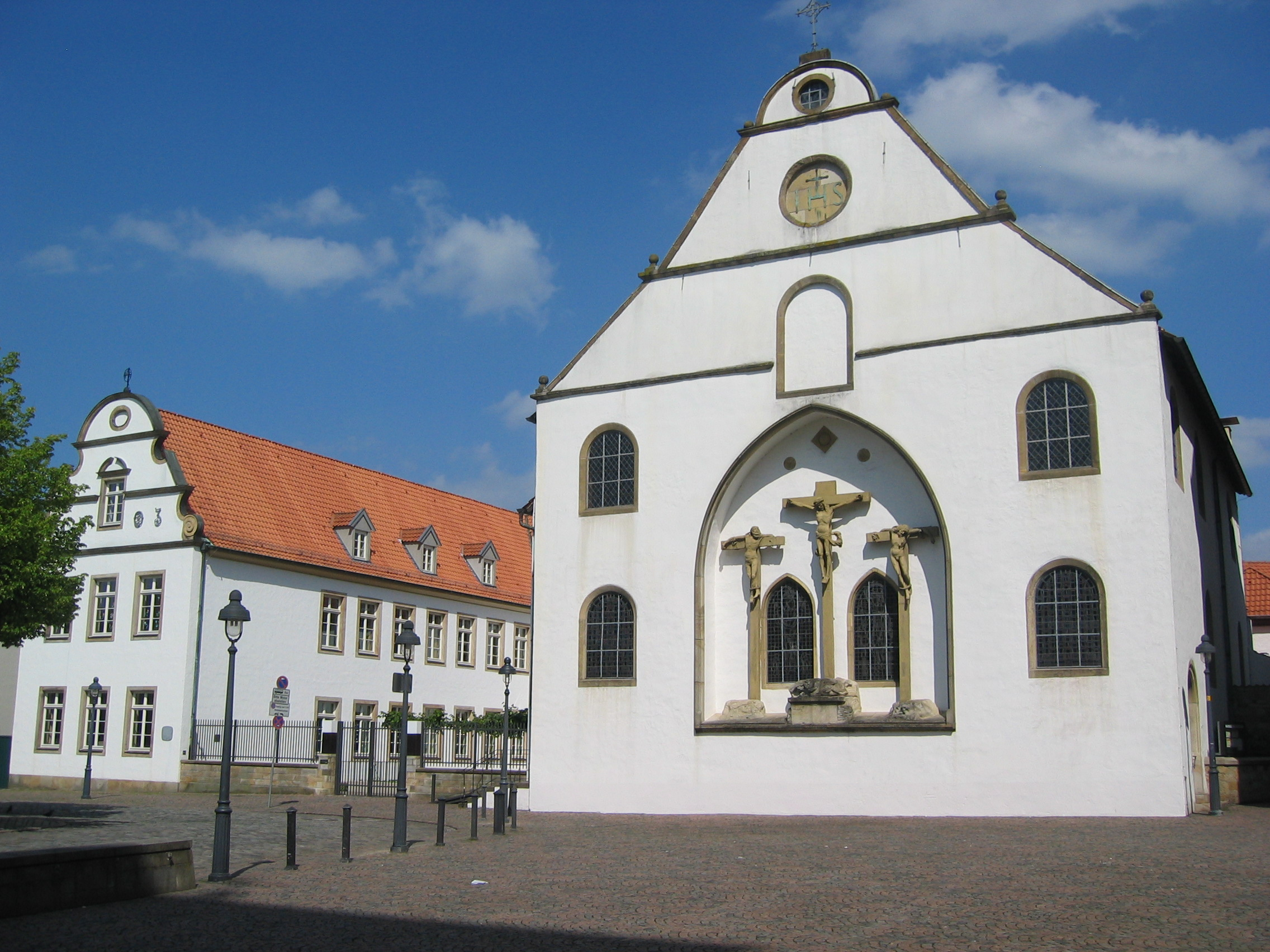
Kleine Kirche mit Gymnasium Carolinum
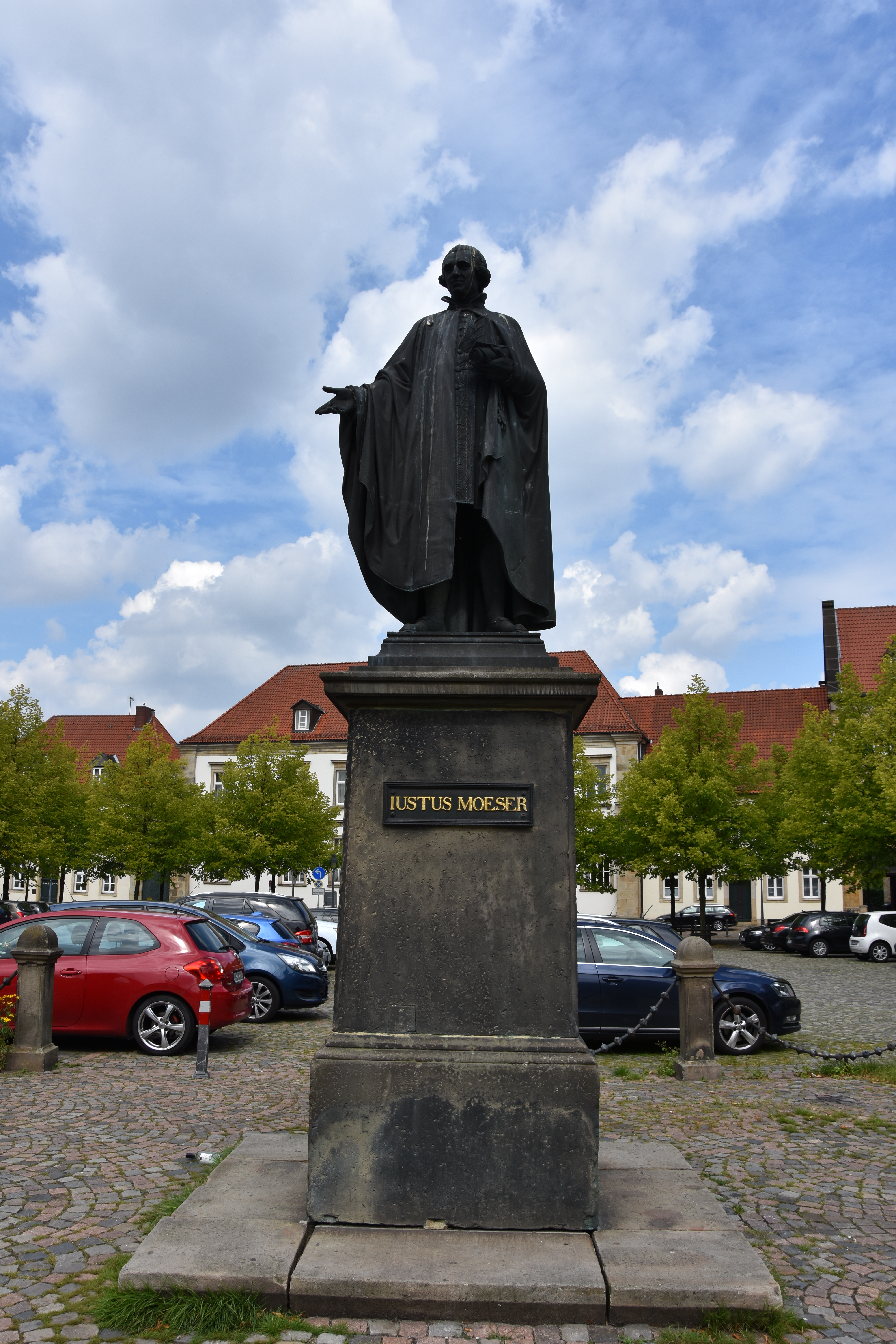
Möserdenkmal im Zentrum